# Ken Rosewall
Kenneth Robert Rosewall (Sydney, 2 novembre 1934) è un ex tennista australiano.
Mancino naturale, sin dalla giovane età è stato impostato a giocare a tennis con la mano destra. Famoso per il proprio colpo di rovescio, ha avuto una carriera eccezionalmente lunga ai più alti livelli confermandosi tra i primi 10 tennisti della classifica mondiale dal 1952 al 1975. Ha vinto tutti i tornei del Grande Slam tranne Wimbledon, dove perse le quattro finali disputate nel 1954, 1956, 1970, 1974.
Nel 1963 è stato autore del Grande Slam dei campionati professionali di tennis e l'unico a detenere contemporaneamente titoli del "Pro Grand Slam" su tre diverse superfici: in tale categoria di tornei è primatista assoluto con 18 titoli vinti, considerando pure il Campionato Australiano Professionale. Inoltre nel doppio ha conquistato 9 titoli slam realizzando un "career double grand slam". Detiene anche il primato di partite giocate e vinte nella storia del tennis.
È stato inserito nell'International Tennis Hall of Fame nel 1980. Per i risultati e vittorie conseguite tra dilettanti e professionisti in oltre 30 anni di attività, Rosewall è considerato uno dei migliori giocatori nella storia del tennis.

## Biografia

### Primi anni
Rosewall è nato il 2 novembre 1934 a Hurtsville, Sydney. Suo padre, Robert Rosewall, era un droghiere e quando Ken aveva un anno si è trasferito nel sobborgo di Rockdale dove suo padre comprò tre campi da tennis in terra battuta. Ken iniziò a giocare a tennis all'età di 3 anni, con una racchetta accorciata e usando entrambe le mani per colpire sia col dritto che col rovescio. Ken si allenava la mattina presto, concentrandosi su un particolare colpo per diverse settimane. Era un mancino naturale, ma gli fu imposto di giocare con la mano destra da suo padre. Giocò il suo primo torneo quando aveva 9 anni e perse contro il vincitore finale. A 11 anni Rosewall vinse il Sydney Metropolitan Hard Court Championships nella categoria under-14. Nel 1949 all'età di 14 anni divenne il campione juniores agli Australian Hard Court Championships di Sydney, diventando il giocatore più giovane a vincere un titolo australiano.

## Carriera sportiva

### Carriera amatoriale: dal 1950 al 1956

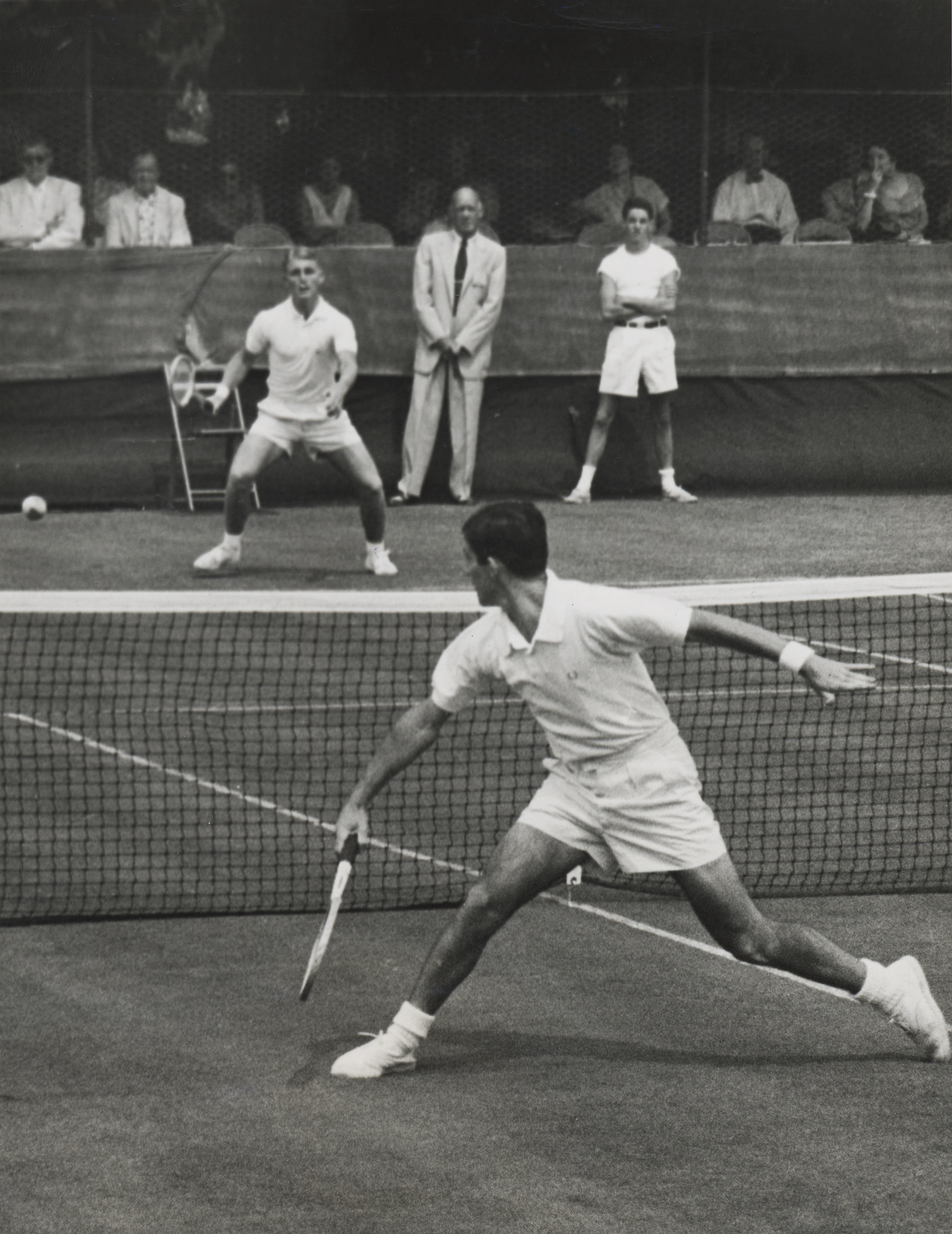
Ken Rosewall gioca contro il suo amico Lew Hoad nel 1956.

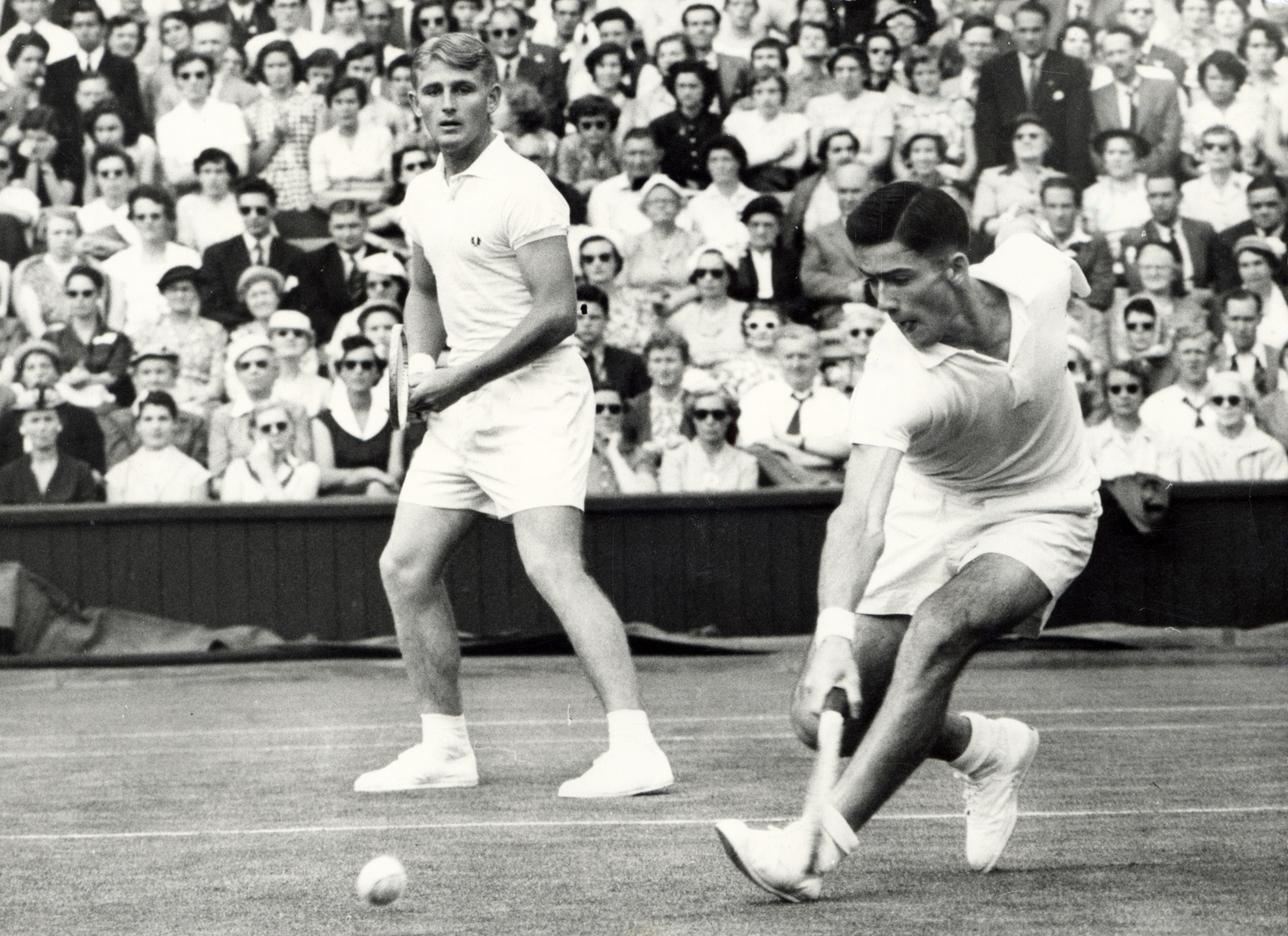
Ken Rosewall gioca il doppio a Wimbledon con Lew Hoad.

Nel mese di ottobre del 1950, a 15 anni, ancora giocatore della categoria junior, Rosewall raggiunse le semifinali del New South Wales Metropolitan Championships (da non confondere col New South Wales Championships), dove fu sconfitto da Ken McGregor, giocatore più grande di lui e già ai vertici del tennis mondiale. L'anno seguente vinse il suo primo torneo maschile al Sydney Manly Seaside Championships, disputato sull'erba, battendo in finale il connazionale James Gilchrist per 6-1 6-4.
Nel 1952, ancora diciassettenne, Rosewall raggiunse i quarti di finale agli U.S. National Championships, battendo al quarto turno la testa di serie numero uno del torneo, rappresentata da Vic Seixas, per 3-6, 6-2, 7-5, 5-7, 6-3 prima di perdere contro l'americano Gardnar Mulloy in cinque set. Nelle sue classifiche di fine anno l'esperto di tennis britannico Lance Tingay collocò Rosewall e Lew Hoad, il suo altrettanto giovane compagno di doppio, congiuntamente come decimi migliori giocatori dilettanti del mondo.
Rosewall aveva solo 18 anni quando vinse i titoli in singolare agli Australian Championships, agli Internazionali di Francia, e al Pacific Southwest Championships del 1953. Fu la prima testa di serie a Wimbledon, ma perse ai quarti di finale contro Kurt Nielsen. Rosewall raggiunse le semifinali agli U.S. National Championships, dove fu sconfitto da Tony Trabert per 7-5, 6-3, 6-3. Rosewall perse nuovamente contro Trabert per 6-3, 6-4, 6-4 nel challenge round della Coppa Davis disputata a Melbourne. Rosewall vinse, però, il quinto e deciso match della sfida tra la Squadra australiana di Coppa Davis e la Squadra statunitense di Coppa Davis sconfiggendo Vic Seixas per 6-2, 2-6, 6-3, 6-4 e aggiudicandosi il trofeo. Alla fine dell'anno, Tingay piazzò Trabert al primo posto del ranking dei giocatori dilettanti e la seconda posizione venne occupata da Rosewall.
Nel 1954, Rosewall sconfisse Trabert in cinque set nella semifinale di Wimbledon, perdendo la finale contro Jaroslav Drobný per 13-11, 4-6, 6-2, 9-7.
Rosewall, nel 1955, vinse il titolo del singolare maschile agli Australian Championships per la seconda volta, sconfiggendo Lew Hoad in finale per 9-7, 6-4, 6-4. Agli U.S. National Championships, Trabert sconfisse Rosewall in finale per 9-7, 6-3, 6-3.
Nel 1956, Rosewall e Hoad riuscirono a vincere tutti i titoli di doppio maschile del Grande Slam tranne agli Internazionali di Francia, dove Rosewall era assente. Per diversi anni della loro carriera giovanile, Rosewall e Hoad furono chiamati "The Gold-dust Twins.". In singolare Rosewall perse in finale contro Hoad in due tornei del Grande Slam. Agli Australian Championships, Hoad sconfisse Rosewall per 6-4, 3-6, 6-4, 7-5 e a Wimbledon, Hoad vinse per 6-2, 4-6, 7-5, 6-4. Rosewall, tuttavia, impedì a Hoad di completare il Grande Slam battendolo nella finale degli U.S. National Championships per 4-6, 6-2, 6-3, 6-3.
Durante la sua carriera amatoriale, Rosewall, aiutò l'Australia a vincere tre volte la Coppa Davis: nel 1953, 1955, e 1956. Rosewall ha vinto 15 partite di singolare su 17 disputate in Coppa Davis, e le ultime 14 consecutivamente.

### Carriera professionistica: dal 1957 al marzo 1968
Il promotore ed ex grande campione, Jack Kramer, cercò di fare firmare ai "Whiz Kids" (Lew Hoad e Rosewall) un contratto per entrare nei professionisti alla fine del 1955. Ma solo un anno dopo Rosewall accettò l'offerta di Kramer. Rosewall, nel challenge round della Coppa Davis, cercò di convincere il suo compagno Hoad a fare lo stesso, ma questi declinò l'offerta.

#### 1957
Rosewall giocò la sua prima partita da professionista il 14 gennaio 1957 al Kooyong Stadium di Melbourne, nell'ambito del World Pro Tour 1957, contro il dominatore del tennis professionistico, Pancho Gonzales, che vinse in cinque set. Il giorno seguente Rosewall sconfisse Gonzales in due set. Rosewall spiegò più tardi che c'era un enorme divario tra il livello amatoriale e il livello professionale. Nella loro serie di testa a testa con partite giocate in Australia e negli Stati Uniti (fino a maggio), Gonzales vinse 50 partite e Rosewall 26. Durante questo periodo Rosewall disputò anche due tornei, l'Australian Pro Championships di Sydney nel mese di febbraio e gli U.S. Pro Championships (conosciuti come World Pro Championships) di Cleveland in Ohio nel mese di aprile. In queste 2 occasioni fu rispettivamente sconfitto da Frank Sedgman (secondo migliore professionista nel 1956) e da Pancho Segura (terzo migliore professionista nel 1956).
Nel mese di settembre, Rosewall vinse il titolo di Wembley, battendo Segura in finale per 1-6, 6-3, 6-4, 3-6, 6-4. Questa fu una vittoria significativa per la carriera di Rosewall perché vinse un torneo dove giocavano i migliori tennisti del mondo tranne Frank Sedgman e Tony Trabert. Alla fine dell'anno Rosewall vinse un tour australiano disputato insieme a Lew Hoad, Sedgman, e Segura.
I record di Rosewall nei primi mesi del 1957 confermarono la differenza di livello tra i migliori professionisti e i migliori dilettanti del momento. Dopo la seconda guerra mondiale, molti dei migliori dilettanti fallirono il loro ingresso tra i professionisti. Altri giocatori di talento solo dopo un duro lavoro riuscirono, dopo alcuni mesi o un anno, a vincere importanti eventi professionali, tra cui Jack Kramer, Pancho Segura, Pancho Gonzales, Frank Sedgman, Tony Trabert, Lew Hoad, Andrés Gimeno, Rod Laver e lo stesso Rosewall.

#### 1958
Nel 1958 Rosewall ebbe l'opportunità di dimostrare che era ancora uno dei migliori giocatori sulla terra battuta. L'anno precedente non erano stati organizzati i French Pro Championships sulla terra battuta (conosciuti anche come "World Pro Championships on Clay" disputati allo Stade Roland Garros). Questo torneo fu ristabilito nel 1958 e Rosewall sconfisse in serie: Jack Kramer, Frank Sedgman, e l'infortunato Lew Hoad in finale per 6–2, 2–6, 6–2, 6–1 aggiudicandosi il titolo.
Rosewall fu finalista al Tournament of Champions di Forest Hills dove perse per 19–17, 5–7, 6–4 da Pancho Gonzales e arrivò secondo (a pari merito con Pancho Gonzales e Sedgman) nel Masters Round Robin Pro a Los Angeles. Questi tornei furono tra i più importanti dell'anno.

#### 1959
Nel 1959 per la prima volta da quando diventò professionista, Rosewall ebbe un bilancio favorevole (6-4) negli scontri diretti contro Pancho Gonzales. Rosewall vinse i due Queensland Pro Championships disputati a Brisbane sconfiggendo Tony Trabert nella finale di gennaio per 4-6, 3-6, 7-5, 6-1 e Gonzales nella finale di dicembre per 1-6, 7-5, 8-6, 8-6.

#### 1960
L'anno successivo Rosewall fu ammesso al World Pro Tour disputato da gennaio a maggio, con Gonzales, Segura e la nuova recluta Alejandro "Alex" Olmedo. Questo tour è stato forse il culmine di tutta la carriera di Gonzales. La classifica finale del tour fu: primo Gonzales con 49 partite vinte e 8 perse, secondo Rosewall (32-25), terzo Segura(22-28), quarto Olmedo 11-44. Rosewall rimase molto indietro rispetto a Gonzales in questo tour, l'americano aveva vinto quasi tutti i loro scontri diretti (16 vittorie per Gonzales e 5 per Rosewall). A metà della parte nordamericana del tour Gonzales era avanti in classifica 23-1 (il suo unico incontro lo perse per 6-4, 4-6, 13-11 contro Olmedo a Filadelfia) e Rosewall aveva uno score di 11-13.
Subito dopo Gonzales giocò e vinse un torneo minore, il Tuscaloosa Pro Championships. il 16 maggio 1960 decise di ritirarsi (ma questa decisione fu temporanea, a causa della mancanza di soldi l'americano ritornerà nel circuito il 30 dicembre 1960). In assenza di Gonzales, Rosewall diventò chiaramente il leader dei professionisti, vincendo sei tornei, tra cui i due più grandi tornei dell'anno, il French Pro Championships del Roland Garros e il Wembley Pro. Hoad, finalista a Parigi, vinse quattro tornei quando Rosewall arrivò secondo.
Secondo gli standard attuali Gonzales non sarebbe stato classificato come numero uno perché aveva giocato solo per quattro mesi e mezzo nel 1960 (un tour e un torneo): non avrebbe accumulato abbastanza punti nella "race" per essere il primo, ma negli anni 50 e buona parte degli anni 60 lui era, per molti (McCauley in particolare) il numero uno. In quel periodo Hoad considerava Gonzales il migliore (in una intervista concessa a L'Équipe nel marzo 1961) e Rosewall non si considerava il più forte, ma dati i suoi grandi successi in tanti tornei alcuni lo posero in cima alla classifica del tennis mondiale (come Robert Roy che lavorava per L'Équipe). Robert Geist nel DER grösste MEISTER: Die denkwürdige Karriere des australischen Tennisspielers Kenneth Robert Rosewall fece un compromesso mettendo Rosewall e Gonzales nella stessa posizione in classifica.

#### 1961
Dopo dieci anni di tour mondiale, Rosewall decise di prendersi una lunga vacanza per trascorrere del tempo con la sua famiglia e non partecipò ad alcun torneo nella prima metà del 1961. Allenò il suo amico di lungo corso Hoad allorché questi partecipò ad un tour australiano che vide di nuovo in campo Gonzales, fermo ormai da sette mesi e mezzo, il quale aveva vinto un tour mondiale con Hoad, Alex Olmedo (in sostituzione di Rosewall), Andrés Gimeno e le due nuove reclute MacKay e Buchholz (Segura, Trabert, Cooper e Sedgman a volte sostituivano gli infortunati). In estate Rosewall ritornò nel circuito e vinse i due più grandi eventi dell'anno (perché tutti i migliori giocatori vi parteciparono e gli eventi avevano una certa (piccola) tradizione): il French Pro Championships e il Wembley Pro giocato sul parquet. Al Roland Garros l'australiano conquistò il titolo battendo Gonzales in finale, 2-6, 6-4, 6-3, 8-6; a Wembley sconfisse Hoad che aveva battuto Gonzales in semifinale.
Dopo aver vinto sulla terra e sul legno Rosewall concluse la stagione vincendo sull'erba del New South Wales Pro Championships, consolidando il suo status di miglior giocatore dell'anno su tutte le superfici.
Robert Roy de L'Équipe, Kléber Haedens e Philippe Chatrier di Tennis de France, Michel Sutter (che pubblicatò il libro "Vainqueur 1946-1991 Winners"), Christian Boussus (finalista agli Internazionali di Francia 1931), Peter Rowley, Robert Geist, Tony Trabert, John Newcombe, Rod Laver e anche il New York Times e la rivista World Tennis considerarono Rosewall il nuovo numero 1 al mondo.

#### 1962: dominio nel tennis professionistico
Nel 1962 Rosewall dominò completamente il circuito pro; non solo conservò i titoli di Wembley e French Pro, di gran lunga i due più grandi eventi del 1962, ma vinse altri cinque tornei: Adelaide, Melbourne, Ginevra, Milano e Svezia, sei tornei tra i più importanti dell'anno (nel 1962 ci sono stati solo piccoli tour di minore importanza). Conquistò sette degli otto eventi più importanti dell'anno, l'unico che perse fu lo Zurich Pro Championships dove fu sconfitto in semifinale da Pancho Segura, che a sua volta lasciò il titolo a Hoad. Rosewall vinse anche due piccoli tornei in Nuova Zelanda (Wellington Pro Championships e Auckland Pro Championships) e un altro, il The Australian TV Series Pro Championships, dove fu il giocatore a vincere il maggior numero di partite.
Rosewall perse solo 8 partite nel 1962: 2 contro Hoad (nell'Adelaide Professional Championships e nel The Australian TV Series Pro Championships) e le altre contro Andrés Gimeno nella tappa di Gisborne nel New Zealand Pro Tour, contro Robert Haillet a Royan in una partita del pro tour europeo, contro Butch Buchholz nella finale del Budapest Pro Championships, contro Malcolm Anderson nel Bologna Pro Championships e a Zurigo con Segura.

#### 1963: il Pro Grand Slam
Nell'Australasian Tour, disputato in Australia e Nuova Zelanda e giocato su erba, Rosewall sconfisse Laver 11 volte su 13. Nel World Pro Tour americano Rosewall partecipò insieme a Laver, Gimeno, Ayala e due americani: Butch Buchholz e Barry MacKay (Hoad non fu scelto perché ci sarebbero stati troppi australiani). Nella prima fase di questo tour, della durata di due mesi e mezzo, ogni giocatore fronteggiò gli altri circa otto volte. Rosewall finì primo (31 partite vinte contro 10 perse davanti a Laver (26-16), Buchholz (23-18), Gimeno (21-20), MacKay (12-29) e Ayala (11-30)). Nella fase del round-robin Rosewall sconfisse Laver nei primi 5 incontri, assicurandosi così una striscia vincente di 13 match (nel conteggio delle ultime 8 partite in Australasia) e Laver vinse le ultime 3. Poi una seconda e ultima fase del tour oppose il primo classificato (Rosewall) e il secondo (Laver) per determinare il vincitore finale (il terzo era Buchholz, il quarto Gimeno). In 18 partite Rosewall sconfisse Laver 14 volte per conquistare il primo tour degli Stati Uniti della carriera (Gimeno sconfisse Buchholz 11-7). A metà maggio cominciò la stagione dei tornei veri e propri. In quelle occasioni Rosewall sconfisse Laver solo 4-3 e vinse 5 tornei (lo stesso numero di Laver), ma in particolare vinse i 3 più grandi tornei del 1963: in ordine cronologico: gli U.S. Pro Tennis Championships di Forest Hills (senza Gimeno e Sedgman) su erba dove sconfisse per 6-4 6-2 6-2 Laver, il French Pro Championships giocato allo Stade Coubertin sul parquet dove la sua vittima in finale fu di nuovo Laver che in seguito elogiò il suo vincitore dichiarando: "Ho giocato il miglior tennis credo che abbia mai prodotto, e lui mi ha battuto ", Il Wembley Pro su parquet con Hoad finalista. In questi tornei Rosewall vinse 3 volte mentre Laver raggiunse 2 finali e un quarto di finale (a Wembley), "Rocket" (soprannome di Laver) diventò così il secondo giocatore del mondo. Rosewall sconfisse poi Laver vincendo 34 partite contro le 12 vinte da Rod. Il fatto che Rosewall vinse anche i principali eventi indica chiaramente che fu lui il numero uno nel 1963, ma anche che i migliori professionisti erano quasi certamente i migliori giocatori del mondo anche e soprattutto nel corso degli anni precedenti.

#### 1964
Nel 1964 Rosewall vinse uno dei tornei principali dell'anno: il French Pro Championships battendo Laver sul parquet dello Stade Coubertin. Alla fine del South African Tour, Rosewall sconfisse per 6-4 6-1 6-4 Laver in un match considerato da alcuni come la finale dei una sorta di "Campionato del mondo", tenutasi all'Ellis Park di Johannesburg. Nelle classifiche ufficiali del circuito pro venivano assegnati i seguenti punti: 7 punti per il vincitore, 4 punti per il finalista, 3 punti per il terzo giocatore, 2 per il quarto e un punto a chi arrivava ai quarti di finale, tenendo conto dei 19 tornei pro disputati in quell'anno, Rosewall concluse al primo posto il 1964 con 78 punti battendo il numero 2 Laver (70 punti) e il numero 3, Gonzales (48 punti). Tuttavia questa classifica non teneva conto di almeno 10 tornei: dato che McCauley parla di almeno 29 tornei giocati dai professionisti (più alcuni tornei minori) e diversi piccoli tour e aveva concesso ad ogni torneo gli stessi punti penalizzando i grandi eventi dove Laver era globalmente superiore a Rosewall.
La maggior parte dei testimoni dell'epoca (Joe McCauley, Robert Geist, Michel Sutter tra i giornalisti e gli stessi giocatori) accettarono questa classifica indicante Rosewall il numero uno del 1964. Rod Laver, dopo il suo trionfo su Rosewall a Wembley, disse "ho ancora un sacco di ambizioni e vorrei essere il numero 1 al mondo. Nonostante questa vittoria, io non sono ancora arrivato. Ken io l'ho battuto più spesso di quanto egli abbia fatto con me quest'anno, ma lui ha vinto i più grandi tornei tranne questo".
Laver fece una grande stagione ed avrebbe potuto rivendicare la prima posizione del ranking professionistico. "Rocket" vinse due grandi tornei: lo U.S. Pro Tennis Championships di Longwood su Rosewall (sofferente di intossicazione alimentare) e Gonzales, e il Wembley Pro su Rosewall in una delle più belle sfide giocate tra i due australiani. Gonzales vinse il quarto più grande torneo di quell'anno, gli US Pro Indoor Championships di White Plains, sconfiggendo in successione Anderson, Laver, Hoad e Rosewall. Laver e Rosewall finirono alla pari negli scontri diretti dei grandi tornei: al Coubertin e a Johannesburg vinse Rosewall, allo US Pro e a Wembley vinse Laver.
Rosewall e Laver nel 1964 stavano per sopravanzare il loro più grande rivale, Pancho Gonzales: in quell'anno Rosewall sconfisse Gonzales 11 volte su 14, mentre Laver fu battuto da Gonzales 8 volte su 13. Ma Laver vinse più tornei (compresi quelli più piccoli con solo 4 giocatori) di Rosewall (11 a 10) e, soprattutto, Rocket era chiaramente superiore a Rosewall negli scontri diretti minori, sconfiggendo Rosewall 13 volte su 15, in questo modo lo scontro Laver-Rosewall si era concluso 15-4. È da questo momento che la leadership del tennis mondiale comincia a cambiare.

#### 1965
Dall'inizio dell'anno fino a metà settembre Rosewall e Laver avevano raggiunto risultati piuttosto simili, quest'ultimo fu vincitore di più tornei tra cui lo US Pro Indoor Championships e il Masters Round Robin Pro Championships di Los Angeles, ma Rosewall mise a segno 2 grandi colpi nell'estate del 1965, vincendo facilmente lo U.S. Pro Tennis Championships di Longwood (fuori Boston), giocato su campi in erba, battendo nettamente Gonzales per 6-3 6-2 6-4, e Laver per 6-4 6-3 6-3, negli ultimi turni e di nuovo Laver, 6–4 6–3 6–3 nel French Pro Championships giocato sui veloci campi in legno dello Stade Coubertin. Ma da Wembley alla fine dell'anno, Laver divenne quasi imbattibile e Rosewall dovette riconoscere la supremazia dell'avversario.

#### 1966
Il 1966 è stato l'anno più intenso della grande rivalità tra i due australiani che dominavano il tennis. Hanno condiviso tutti i titoli e le finali dei cinque tornei più importanti. Rosewall ha vinto il Madison Square Garden Pro Championships (col più alto montepremi della storia messo in palio fino a quel momento), il French Pro Championships conquistato battendo Laver che però vinse il Forest Hills Pro Championships, lo U.S. Pro Tennis Championships (fuori Boston) e il Wembley Pro con Rosewall finalista. Tra i principali tornei Laver ne vinse 9, Rosewall 8 e Gimeno 3. Se si includono i tornei minori Laver ne vinse 16, Rosewall 9 e Gimeno 6. I testa a testa tra Rosewall e Laver si conclusero col parziale di 7-7. Rosewall era allora l'indiscusso numero 2 del mondo.

#### 1967
Il vero declino di Rosewall inizia nel 1967, quando molti giocatori sconfiggono più volte il piccolo maestro di Sydney. Non solo Laver, quasi invincibile sui campi veloci e in quel momento l'indiscusso re del tennis professionistico che raggiunse l'apogeo della sua carriera, ma anche Gimeno minacciò il secondo posto di Rosewall. Nei 20 tornei principali dell'anno Laver vince dieci titoli, tra cui i 5 più importanti, tutti giocati su campi veloci: U.S. Pro Tennis Championships fuori Boston, French Pro Championships, Wembley Pro, Wimbledon Pro, Madison Square Garden Pro, World Pro Championships a Oklahoma, Boston Pro Championships (da non confondere con gli US Pro), Newport RR, Johannesburg Pro Championships all'Ellis Park di Johannesburg, Coubertin Pro nel mese di aprile (da non confondere col French Pro di Coubertin nel mese di ottobre). Rosewall vinse sei titoli: Los Angeles, Berkeley, lo US Pro Hard Court Championships di St. Louis, Newport Beach, il Natal Pro Championships di Durban e il Western Province Pro Championships di Città del Capo. Andrés Gimeno vinse tre titoli: il Cincinnati Pro Championships, il Border Pro Championships di East London, l'Eastern Province Pro Championships di Port Elizabeth. Fred Stolle vinse un solo torneo importante: il Transvaal Pro. Compresi i tornei minori la supremazia di Laver fu ancora più evidente: Laver vinse 18 tornei più due piccoli tour, Rosewall 7 tornei, Stolle 4 tornei e Gimeno 3. Nel testa a testa Rosewall perse contro Laver 5-8 ed è stato pari a Gimeno (7-7) (Gimeno-Laver: 4-12).
Prima del 1967 Gimeno aveva perso spesso da Rosewall negli scontri diretti, ma che quest'anno hanno avuto un punteggio uguale. Rosewall sconfisse Gimeno a Los Angeles, Madison Square Garden, St. Louis, Newport, Johannesburg, Durban e Wembley, mentre Gimeno ha vinto a Cincinnati, US Pro, East London, Port Elizabeth, Johannesburg, Marsiglia, French Pro. Avendo vinto più tornei di Gimeno, Rosewall meritava comunque il secondo posto dietro Laver, quest'ultimo per il primo anno il numero 1 di gran lunga rispetto agli altri dopo il triennio 1964-1966 a stretto contatto col rivale.
Escludendo i grandi tornei internazionali come la Coppa Davis e i tornei del Grande Slam, nel corso di quasi undici anni e mezzo dal 1957 al 30 marzo del 1968, Rosewall ha raggiunto il suo miglior livello in questo periodo, in particolare nel 1960-1966, vincendo almeno 62 tornei (di cui 16 eventi con meno di 8 partecipanti) e 7 pro tour.

### Prima parte dell'Era Open: aprile 1968 - luglio 1972

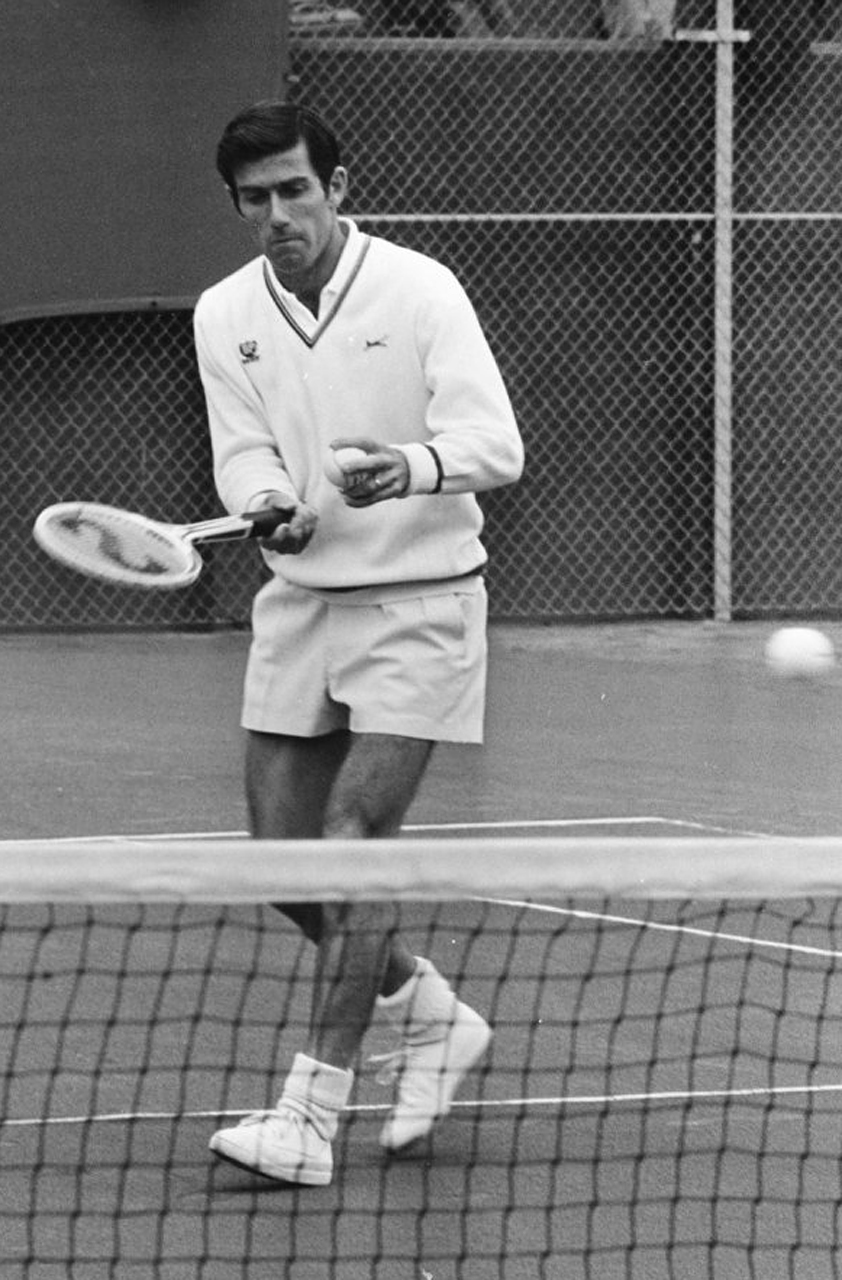
Ken Rosewall (1970).

#### 1968
Nel 1968 c'erano diversi tipi di giocatori:
- Giocatori dilettanti, dipendenti dalle loro federazioni nazionali e internazionali, che hanno il permesso di giocare gli eventi amatoriali e anche gli eventi open ma non potevano ricevere un premio in denaro ufficiale.
- Giocatori iscritti, dipendenti dalle loro federazioni nazionali e internazionali, idonei a giocare la Coppa Davis e inibiti dal giocare gli eventi pro come i dilettanti, ma autorizzati a prendere un premio in denaro agli eventi open al contrario dei dilettanti (esempio: Tom Okker).
- Giocatori professionisti sotto contratto con la NTL che hanno dovuto giocare i primi tornei NTL.
- Giocatori professionisti sotto contratto WCT che dovevano giocare i primi tornei WCT. All'inizio dell'era open Dave Dixon, capo della WCT, non ha permesso ai suoi giocatori di partecipare ai tornei in cui erano presenti giocatori NTL: non c'era nessun giocatore WCT nei primi due tornei open della storia: il Bournemouth e il Roland Garros 1968, mentre erano presenti tutti i giocatori della NTL. Il primo torneo in cui giocatori NTL e WCT gareggiarono insieme è stato lo U.S. Pro Tennis Championships giocato a Longwood nel giugno del 1968
- Giocatori liberi professionisti (Hoad, Ayala, Owen Davidson, Malcolm Anderson, ..).

Nel 1968 ci sono stati:
1) Un circuito amatoriale che comprendeva anche la Coppa Davis (preclusa ai professionisti fino al 1973) e gli Australian Championships.
2) Il WCT
3) La National Tennis League (NTL) che si è unita alla WCT in 4 tornei.
4) Circuito Open con poco più di 10 tornei.
5) Molti eventi ancora riservati ai giocatori dilettanti.
Due tornei erano in cima nel 1968: Wimbledon (con tabellone da 128 giocatori), e gli US Open (con 100 partecipanti), giocati entrambi su erba, dove gareggiavano tutti i migliori. La terza posizione può essere attribuita al Roland Garros, essendo il primo torneo del Grande Slam open della storia, ma aveva un campo di partecipanti minore rispetto agli altri 2 Slam con l'assenza di alcuni dei migliori giocatori su terra battuta (Santana, Okker, Newcombe, Roche e gli altri sei giocatori affiliati alla WCT).
A questi 4 tornei seguiva il Pacific Southwest Open di Los Angeles con un tabellone da 64 e giocato su campi in cemento con tutti i migliori giocatori al via.
Altri tornei importanti in quest'anno sono stati il Queen's Club Championships, il più grande torneo pro in cui tutti i giocatori della NTL e WCT potrebbero competere (ma senza giocatori dilettanti o registrati): gli U.S. Pro Tennis Championships, il French Pro Championships (tornato al Roland Garros, dopo la parentesi di 5 edizione al Coubertin), il Jack Kramer Tournament of Champions di Wembley nel mese di novembre e il Madison Square Garden Pro di dicembre coi quattro migliori professionisti di ogni organizzazione.
In questo contesto, Rosewall giocò quasi tutti i tornei NTL nel 1968, i quattro tornei "NTL-WCT" e alcuni tornei open. Giocò il suo primo torneo "open" a 33 anni 5 mesi e 19 giorni a Bournemouth sulla terra battuta ("aperto" perché tra i professionisti solo i giocatori NTL poterono partecipare e i dilettanti erano principalmente inglesi) e sconfisse Gimeno e Laver. Al Roland Garros, il primo torneo del Grande Slam dell'Era Open, Rosewall confermò il suo status di miglior giocatore sulla terra battuta al mondo (in realtà dal 1958, tranne nel 1959 e 1966) sconfiggendo Laver in finale per 6-3, 6- 3, 6-1. Brutte sconfitte seguirono contro alcuni dei migliori giocatori dilettanti emersi nel 1967 (Tony Roche due volte sull'erba dello US Pro e a Wimbledon, Newcombe nella terra battuta del French Pro e Okker sull'erba degli US Open), ma il finale di stagione fu sicuramente migliore. Raggiunse le semifinali degli US Open, fu finalista al Pacific Southwest Open, sconfiggendo il nuovo vincitore degli US Open, Arthur Ashe per 6-3 6-2 e nel novembre vince a Wembley su un giocatore affiliato alla WCT, John Newcombe. A 34 anni Rosewall era ancora il numero 3 al mondo dietro Laver e Ashe secondo Lance Tingay e Bud Collins.

#### 1969
Il suo vero declino, iniziato nel 1967, è stato confermato nel 1969. Rosewall perse lo status di migliore giocatore sulla terra battuta perché Laver lo privò del successo al Roland Garros. Rosewall vinse solo tre tornei: il Bristol Open, Chicago Pro Championships, e il Midland Pro Championships e finì l'anno in quarta posizione secondo Collins e Tingay.
Dopo aver vinto a 35 anni quasi tutti i grandi eventi, la sua attenzione si concentrò sul Torneo di Wimbledon: questo torneo diventò una priorità assoluta per Rosewall. Per dieci anni (1957-1966) era stato escluso dal torneo a causa del suo passaggio tra i professionisti che gli aveva impedito di partecipare al torneo durante il periodo migliore della sua carriera, quando era il numero uno soprattutto tra il 1961 e il 1965 (tranne il 1964) quando era probabilmente il miglior giocatore su erba al mondo. Consapevole di non essere ormai competitivo ai massimi livelli per vincere al Roland Garros e sapendo che la preparazione al torneo parigino gli avrebbe precluso parte della preparazione per il Torneo di Wimbledon decise di saltare tutte le edizioni degli anni settanta dell'Open di Francia.

#### 1970

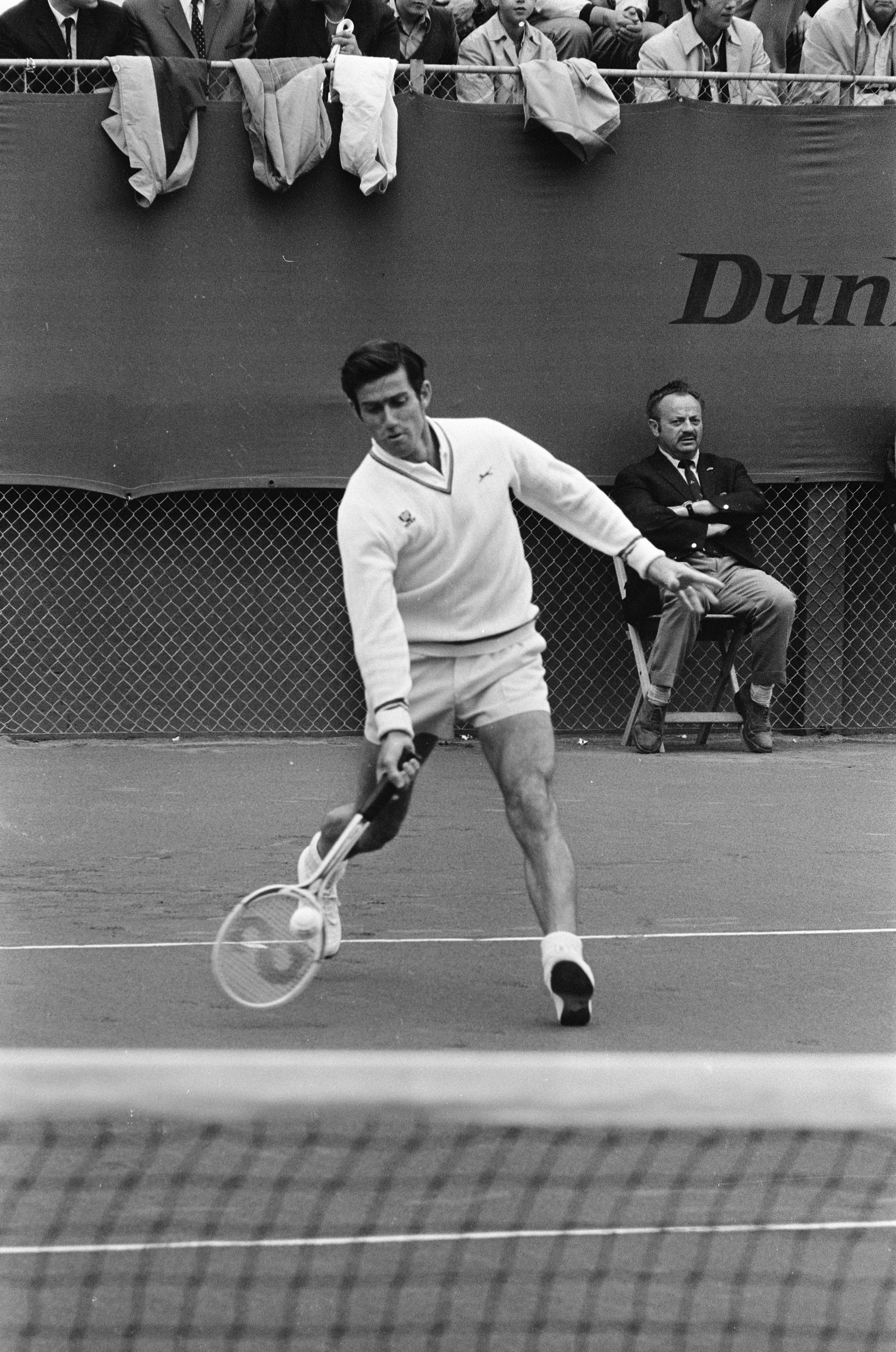
Ken Rosewall in un match contro Tom Okker.

Essendo un giocatore affiliato alla NTL, all'inizio del 1970 non giocò l'Australian Open tenutosi al White City Stadium di Sydney nel mese di gennaio, perché il capo della NTL, George McCall, e i suoi giocatori pensarono che il premio in denaro era troppo basso per essere un torneo del Grande Slam. Nel mese di marzo, un torneo, sponsorizzato dalla Dunlop, fu organizzato nella stessa sede, con un tabellone superiore a causa di un maggiore montepremi e una data migliore rispetto all'Australian Open. Erano presenti i migliori giocatori che avevano partecipato all'Australian Open e in aggiunta non c'erano solo gli affiliati alla NTL ma anche alcuni professionisti indipendenti, come Ilie Năstase, che di solito non andava mai in Australia. Laver vinse il torneo dopo aver sconfitto Rosewall in finale in cinque set sotto gli occhi di una folla di 8.000 spettatori. La NTL e il WCT boicottarono il Roland Garros, perché si rifiutò di accettare determinate garanzie così Rosewall saltò anche il secondo torneo del Grande Slam dell'anno. Tutti i migliori giocatori si incontrarono di nuovo a Wimbledon. Questa volta un Rosewall riposato raggiunse la finale ma perse contro John Newcombe, di nove anni e mezzo più giovane, in cinque set col punteggio di 5-7, 6-3, 6-2, 3-6, 6-1. A luglio Rosewall diventò un giocatore WCT dopo che l'organizzazione assorbì la NTL e i suoi giocatori. Due mesi più tardi agli US Open, uno dei due tornei del Grande Slam con al via tutti i migliori giocatori, Rosewall si prese la sua vendetta in semifinale in tre set battendo Newcombe prima di superare Tony Roche in finale per 2-6, 6-4, 7-6, 6-3.
Per combattere i promotori della WCT e NTL, che controllavano i propri giocatori e non consentivano loro di competere dove volevano, Jack Kramer istituì, nel dicembre 1969, il Grand Prix, aperto a tutti i giocatori. Il primo Grand Prix della storia si giocò nel 1970 ed era composto da 20 tornei disputati da aprile a dicembre. Questi tornei erano divisi in categorie in base all'importanza del torneo e davano dei punti dei giocatori a seconda delle loro prestazioni, i primi 6 giocatori della classifica a fine anno venivano invitati ad un torneo speciale chiamato Masters. Tutti i dilettanti e i professionisti indipendenti aderirono a questo circuito, mentre i professionisti sotto contratto giocarono innanzitutto i tornei del loro circuito e alla fine decisero di giocare anche alcuni tornei del Grand Prix. Rosewall e Laver giocarono in entrambi i circuiti. Rosewall arrivò terzo nella classifica del Grand Prix e finì terzo nel Masters dietro al vincitore Stan Smith e a Laver. Rosewall guadagnò 140 455 $ di premi in denaro.
Il 1970 fu un anno in cui nessun giocatore dominò il circuito, i sette tornei più importanti sono stati vinti da sette giocatori diversi, e diversi argomenti sono stati dibattuti per designare il numero uno del mondo. Alcuni, tra cui Newcombe e la giuria di giornalisti che compilò i tabelloni per il WCT 1971, considerarono Laver il miglior giocatore perché aveva vinto la maggior parte dei tornei (15), guadagnato il montepremi in denaro più alto e avuto un record positivo nei testa a testa contro Rosewall (5-0) e Newcombe (3-0). Ma Laver fallì a Wimbledon e agli US Open, i due grandi tornei dell'anno, perdendo ogni volta nel quarto turno. Altri esperti di tennis, come Joe McCauley (World Tennis) o Lance Tingay (Daily Telegraph), designarono Newcombe al primo posto perché aveva vinto il torneo più prestigioso: Wimbledon con Rosewall e Laver rispettivamente al terzo e quarto posto. Ma considerando che Wimbledon e gli US Open sono stati i due grandi eventi del 1970: Newcombe (vincitore di Wimbledon) e Rosewall (vincitore agli US Open) sono stati le principali scelte per essere considerati i giocatori numero uno al mondo. Judith Elian de L'Équipe classificò Rosewall come il giocatore numero uno davanti a Newcombe e un gruppo di esperti della 'Martini and Rosso' Cup designarono Rosewall primo giocatore al mondo di poco avanti a Laver. Nel suo libro Robert Geist classificò i tre australiani tutti sullo stesso gradino del podio.

#### 1971
Dopo essere stato finalista a Sydney e a Wimbledon e vittorioso agli US Open nel 1970, Rosewall continuò i suoi buoni risultati sull'erba nel 1971. Un anno dopo il primo Dunlop Open che si era tenuto a Sydney, Rosewall ritornò di nuovo nella sua città natale nel mese di marzo, questa volta per gli Australian Open tenutesi sui campi del White City Stadium. Data la sponsorizzazione della Dunlop, nel 1971 tutti i giocatori del World Championship Tennis (compresi i giocatori della National Tennis League a partire dalla primavera 1970) vi parteciparono tra questi: John Newcombe, Rosewall, Rod Laver, Tony Roche, Tom Okker, Arthur Ashe e alcuni professionisti indipendenti. Solo Stan Smith (al servizio militare), Cliff Richey, Clark Graebner, e gli specialisti della terra battuta come Ilie Năstase e Jan Kodeš non presero parte all'evento. Rosewall vinse il torneo, il suo secondo titolo del Grande Slam consecutivo e il suo settimo titolo assoluto del Grande Slam, senza perdere un set sconfiggendo Roy Emerson e Tom Okker prima di battere Ashe in finale in 3 set.
Rosewall e la maggior parte degli altri giocatori WCT non giocarono l'Open di Francia; così, Rosewall si era potuto preparare al meglio per giocare il Torneo di Wimbledon. Nei quarti di finale, Rosewall impiegò quattro ore per sconfiggere Cliff Richey in cinque set, mentre Newcombe aveva rapidamente sconfitto Colin Dibley. In semifinale, il più vecchio Rosewall perse contro il giovane Newcombe per 6-1, 6-1, 6-3. Più tardi, in estate, Rosewall e altri giocatori WCT (Laver, Andrés Gimeno, Roy Emerson, Cliff Drysdale, Fred Stolle, e Tony Roche) non giocarono gli US Open a causa del crescente conflitto tra l'ILTF e la WCT. La malattia dei suoi figli spinse ulteriormente Rosewall a non giocare questo torneo.
Avendo un contratto da professionista, a Rosewall non fu permesso di giocare la Coppa Davis e quindi si concentrò soprattutto sul circuito WCT organizzato in modo simile al circuito del Gran Prix che era l'equivalente per i professionisti indipendenti: 20 tornei (tra cui l'Australian Open), non un sistema di assegnazione di punti molto simile. I primi otto giocatori della classifica si qualificavano per le WCT Finals, un torneo di otto giocatori, equivalente al Masters per i giocatori WCT, giocato a novembre a Houston e Dallas, negli Stati Uniti. Quando i giocatori WCT non erano impegnati in tornei del proprio circuito potevano giocare i tornei del Grand Prix. Alcuni tornei come quello di Berkeley, che aveva un tabellone superiore a quello degli US Open, fu organizzato da entrambe le associazioni. Ma la guerra tra l'ITLF e WCT sfocò nel gennaio del 1972 quando ai giocatori della WCT, a partire da quella data, gli fu impedito di prendere parte ai tornei del Grand Prix.
Rosewall concluse al terzo posto il tour della WCT del 1971 dietro Laver e Okker e si qualificò per le WCT Finals. In quell'occasione vinse il titolo, prendendosi la sua rivincita su Newcombe dopo la sconfitta a Wimbledon, nei quarti, sconfiggendo Okker in semifinale e battendo 6-4 1-6 7-6 7-6 Laver nella finale di quella che era considerata all'epoca la migliore partita, insieme alla finale di Sydney del 1970, tra i due rivali dai tempi della finale dell'Open di Francia 1968. Come giocatore WCT Rosewall giocò pochi tornei del Grand Prix, ma aveva guadagnato abbastanza punti per giocare il Masters Grand Prix disputato una decina di giorni dopo le sue WCT Finals. Rosewall declinò l'invito a partecipare al torneo e si concesse un periodo di pausa per riposarsi dopo le fatiche accumulate durante tutta la stagione.

#### 1972
Nel 1972 ci fu una netta separazione dei circuiti, perché tutti gli eventi tradizionali della ILTF disputati da gennaio a luglio furono proibiti ai giocatori WCT. Questi comprendevano la Coppa Davis, ma anche Roland Garros e Wimbledon. Gli organizzatori dell'Australian Open utilizzarono un trucco per evitare il divieto ai giocatori WCT: disputarono il torneo dal 27 dicembre del 1971, quattro giorni prima dell'entrata in vigore del divieto che doveva essere applicato a partire dal 3 gennaio 1972. Così tutti i tennisti sotto contratto e, naturalmente, i professionisti indipendenti avrebbero potuto partecipare al torneo, ma pochi giocatori furono interessati, perché il torneo si svolse durante il periodo di Natale e Capodanno. Il tabellone del singolare comprendeva solo otto giocatori non-australiani. Rosewall raggiunse la finale dove sconfisse Malcolm Anderson vincendo il suo quarto titolo australiano e l'ottavo, e ultimo, titolo del Grande Slam della sua carriera. Un nuovo accordo nella primavera del 1972 lasciò liberi i giocatori WCT di tornare al circuito tradizionale nel mese di agosto: il primo torneo giocato in tal senso fu il Pennsylvania Lawn Tennis Championship di Merion, dove parteciparono, tra gli altri, i giocatori WCT Tom Okker e Roger Taylor). Lo US Open, vinto da Ilie Năstase, fu il più grande evento dell'anno in quanto solo in questo torneo si presentarono tutti i migliori giocatori ad eccezione di Tony Roche che soffriva di gomito del tennista. Nello stesso anno altri due tornei ebbero un buon tabellone con giocatori WCT e professionisti indipendenti che giocarono insieme: il Pacific Southwest Open di Los Angeles e, in misura minore, lo Stockholm Open vinti entrambi da Stan Smith.
In molte classifiche del 1972 ci sono 6 o 7 giocatori della WCT nella top 10 mondiale e 3 o 4 professionisti indipendenti tra cui Smith, Năstase, Orantes e qualche volta Gimeno (un affiliato della NTL, allora giocatore WCT) quindi le finali WCT tenutasi a maggio a Dallas sono state considerate come uno dei (se non il primo) torneo dell'anno dopo lo US Open. Le WCT Finals si conclusero con quella che è considerata una delle due migliori partite giocate nel 1972: l'altra era la finale di Wimbledon. La finale delle WCT Finals è considerato il miglior match della rivalità Rosewall-Laver dell'Era Open in cui Rosewall vinse il suo ultimo titolo importante della lunga carriera col punteggio di 4-6 6-0 6-3 6-7 7-6. (C'è da dire che Laver, a proposito di questa partita, disse che non era stata questa la migliore partita giocata con Rosewall e che la finale del French Pro Championships 1963 è da considerarsi la più bella tra le loro sfide, McCauley colloca in cima a questa particolare lista la finale di Wembley del 1964).

### La vera Era Open: agosto 1972 - 1980

#### 1972
A partire dall'agosto 1972 tutti i giocatori poterono partecipare a quasi tutti i tornei che volevano ed è in questo periodo che inizia la vera Era Open (a Forest Hills venne creata l'ATP).
Rosewall vinse sette tornei nel 1972, tra cui l'impoverito Australian Open e divenne il più vecchio vincitore di un torneo di singolare maschile del Grande Slam dell'Era Open a 37 anni e 2 mesi e si piazzò terzo nelle classifiche stilate da Judith Elian, Tingay e McCauley dietro Smith e Ilie Năstase (Bud Collins scambia Năstase con Rosewall). E perse al secondo turno degli US Open 1972 contro Mark Cox.

#### 1973
Per Rosewall l'inizio del 1973 fu identico alla seconda metà del 1972. Registrò forse la sua peggior sconfitta in tutta la sua carriera all'Australian Open (ancora una volta con un lotto di partecipanti molto debole perché, come nel 1972, tra i top 20 solo Rosewall e Newcombe parteciparono): da testa di serie numero 1 fu sconfitto dal tedesco Karl Meiler nella sua prima partita (secondo turno) per 2-6, 3-6, 2-6. Tra il maggio 1972 (vittoria a Dallas) e aprile 1973 (vittoria a Houston, River Oaks) Rosewall vinse solo due titoli minori, Tokyo WCT (che non dava punti per le WCT Finals) e Brisbane (nel dicembre 1972), dove l'unico top 20 era esso stesso. Se il 1967 fu il primo anno di un relativo declino con però numerosi spunti positivi, il 1973 (e più precisamente il suo "dopo-Dallas 1972"), è stato il vero inizio del declino di Rosewall: evidentemente era ancora uno dei migliori giocatori, ma non poté più ambire ad essere il numero 1 del mondo.
Rosewall non giocò Wimbledon quell'anno perché aderì al boicottaggio organizzato dai giocatori dell'ATP.
Le sue migliori performance nel 1973 sono state: in primo luogo la sua semifinale agli US Open (come nel 1972 il più grande evento dell'anno) e in secondo luogo il suo 3º posto alle WCT Finals (dove fu sconfitto da Ashe in semifinale e da Laver per il 3º posto). Ha anche vinto a Houston WCT, Cleveland WCT, Charlotte WCT, Osaka e Tokyo. Era ancora classificato tra i primi 10. Tommasi colloca Rosewall come numero 4, Tingay 6, l'ATP 6, Collins 5, e McCauley 7.

#### 1974 - 1982
Il 1974 è stato il primo anno dal 1952 dove Rosewall non vinse alcun torneo. Tuttavia disputò nove tornei (quello a Hong Kong non finito a causa della pioggia) e raggiunse tre finali, tra cui quelle di Wimbledon e US Open. Questa fu la sua ultima finale a Wimbledon, all'età record di 39 anni. Nonostante il forte sostegno della folla, che era ansiosa di vederlo finalmente vincere un titolo a Wimbledon, perse dal ventiduenne Jimmy Connors. A causa di queste due ottime prestazioni fu classificato tra il secondo (Tingay) e il settimo posto (Collins) da molti giornalisti che si occupavano di tennis. Nella classifica ATP è arrivato all'ottavo posto, perché ha giocato troppo pochi tornei cedendo al fascino della World Team Tennis. Rosewall allenò la squadra dei Pittsburgh Triangles nel 1974.
È rimasto nella top 10 (ATP, Collins, Tommasi) o nella top 15 nel 1975 vincendo 5 tornei (Jackson, Houston-River Oaks, Louisville, Gstaad, Tokyo Gunze Open) e le sue due partite di singolare nella Coppa Davis contro la Nuova Zelanda (questo evento fu finalmente aperto ai professionisti nel 1973: quell'anno Rosewall fu selezionato da Neale Fraser per giocare le semifinali). Rosewall fece il suo ultimo tentativo di vincere Wimbledon, a più di 40 anni, e, come nel suo primo Wimbledon dell'era open (nel 1968) perse nello stesso turno, il quarto, e contro lo stesso giocatore:Tony Roche.
Nel 1976 Rosewall uscì dalla top 10, ma rimase nella top 20, vincendo tre tornei: Brisbane, Jackson WCT e Hong Kong (su Năstase numero tre del mondo).
Nel 1977 è stato l'ultimo anno di Rosewall tra i top 20, il che significa che è stato uno dei migliori giocatori per 26 anni (nella top 20 nel periodo 1952-1977). Ha vinto i suoi ultimi tornei di Hong Kong e Tokyo (Gunze Open) all'età di 43 anni. Rosewall giocò nel 1977 il Sydney Indoor. Avvicinandosi il suo 43º compleanno batté il numero 3 del mondo Vitas Gerulaitis per 7-6, 6-4 e perse contro Jimmy Connors per 7-5, 6-4, 6-2 in finale. L'anno seguente perse in semifinale a 44 anni. Poi, a poco a poco cominciò a ritirarsi. Nel mese di ottobre del 1980 al torneo indoor di Melbourne, a quasi 46 anni di età, Rosewall sconfisse l'americano Butch Walts, numero 49 del mondo, al primo turno prima di perdere contro Paul McNamee. Rosewall fece un'ultima buona prestazione a 47 anni di età in un torneo non-ATP, il New South Wales Hard Court Championships di Grafton nel mese di febbraio, dove raggiunse la finale, perdendo da Brett Edwards per 6-4, 6-2.

## Caratteristiche tecniche
Era un tennista versatile, capace di vincere su tutte le superfici. Il suo colpo più debole era il servizio (anche a causa della statura ridotta) che, seppur migliorato nel corso degli anni in precisione, ha sempre mancato di potenza. Il suo colpo migliore era il rovescio: eseguito in slice (anche se con poca rotazione), era molto pesante, e lo poteva giocare tra i piedi degli avversari che stavano a rete oppure in modo offensivo, come approccio per andare lui stesso a rete. Anche in quella zona del campo, infatti,si destreggiava bene, grazie alla sua grande sensibilità. Infine il dritto, piatto, era giocato con impugnatura eastern.

## Palmarès
- Campionati professionali di tennis (Tornei del Grande Slam professionistici): 15 successi (2 US Pro, 5 Wembley e 8 French Pro)
- Tornei del Grande Slam: 8 successi (4 Australian Open, 2 Open di Francia e 2 US Open)

## Statistiche

### Singolare
| Dilettante (26) | Dilettante (26) | Dilettante (26) | Dilettante (26) | Dilettante (26) | Dilettante (26) | Professionista (63) | Professionista (63) | Professionista (63) | Professionista (63) | Professionista (63) | Professionista (63) | Professionista (63) | Professionista (63) | Professionista (63) | Professionista (63) | Professionista (63) | Era Open (45) | Era Open (45) | Era Open (45) | Era Open (45) | Era Open (45) | Era Open (45) | Era Open (45) | Era Open (45) | Era Open (45) | Era Open (45) | Totale |
| 1951            | 1952            | 1953            | 1954            | 1955            | 1956            | 1957                | 1958                | 1959                | 1960                | 1961                | 1962                | 1963                | 1964                | 1965                | 1966                | 1967                | 1968          | 1969          | 1970          | 1971          | 1972          | 1973          | 1974          | 1975          | 1976          | 1977          | Totale |
| 1               | 0               | 4               | 4               | 5               | 12              | 1                   | 3                   | 3                   | 6                   | 3                   | 10                  | 5                   | 10                  | 6                   | 9                   | 7                   | 5             | 3             | 7             | 8             | 7             | 5             | 0             | 5             | 3             | 2             | 134    |

#### Grande Slam

##### Vinte (8)
| Anno | Torneo          | Superficie  | Avversario in finale | Punteggio          |
| 1953 | Australian Open | Erba        | Mervyn Rose          | 6–0, 6–3, 6–4      |
| 1953 | Roland Garros   | Terra rossa | Vic Seixas           | 6–3, 6–4, 1–6, 6–2 |
| 1955 | Australian Open | Erba        | Lew Hoad             | 9–7, 6–4, 6–4      |
| 1956 | US Open         | Erba        | Lew Hoad             | 4–6, 6–2, 6–3, 6–3 |
| 1968 | Roland Garros   | Terra rossa | Rod Laver            | 6–3, 6–1, 2–6, 6–2 |
| 1970 | US Open         | Erba        | Tony Roche           | 2–6, 6–4, 7–6, 6–3 |
| 1971 | Australian Open | Erba        | Arthur Ashe          | 6–1, 7–5, 6–3      |
| 1972 | Australian Open | Erba        | Malcolm Anderson     | 7–6, 6–3, 7–5      |

##### Sconfitte (8)
| Anno | Torneo                   | Superficie  | Avversario in finale | Punteggio               |
| 1954 | Wimbledon                | Erba        | Jaroslav Drobný      | 11–13, 6–4, 2–6, 7–9    |
| 1955 | U.S. Championships       | Erba        | Tony Trabert         | 7–9, 3–6, 3–6           |
| 1956 | Australian Championships | Erba        | Lew Hoad             | 4–6, 6–3, 4–6, 5–7      |
| 1956 | Wimbledon                | Erba        | Lew Hoad             | 2–6, 6–4, 5–7, 4–6      |
| 1969 | Open di Francia          | Terra rossa | Rod Laver            | 4–6, 3–6, 4–6           |
| 1970 | Wimbledon                | Erba        | John Newcombe        | 7–5, 3–6, 2–6, 6–3, 1–6 |
| 1974 | Wimbledon                | Erba        | Jimmy Connors        | 1–6, 1–6, 4–6           |
| 1974 | US Open                  | Erba        | Jimmy Connors        | 1–6, 0–6, 1–6           |

#### Pro Slam

##### Vinte (15)
| Anno | Torneo                  | Superficie  | Avversario in finale | Punteggio               |
| 1957 | Wembley Championship    | Indoor      | Pancho Segura        | 1–6, 6–3, 6–4, 3–6, 6–4 |
| 1958 | French Pro Championship | Terra rossa | Lew Hoad             | 3–6, 6–2, 6–4, 6–0      |
| 1960 | French Pro Championship | Terra rossa | Lew Hoad             | 6–2, 2–6, 6–2, 6–1      |
| 1960 | Wembley Championship    | Indoor      | Pancho Segura        | 5–7, 8–6, 6–1, 6–3      |
| 1961 | French Pro Championship | Terra rossa | Pancho Gonzales      | 2–6, 6–4, 6–3, 8–6      |
| 1961 | Wembley Championship    | Indoor      | Lew Hoad             | 6–3, 3–6, 6–2, 6–3      |
| 1962 | French Pro Championship | Terra rossa | Andrés Gimeno        | 3–6, 6–2, 7–5, 6–2      |
| 1962 | Wembley Championship    | Indoor      | Lew Hoad             | 6–4, 5–7, 15–13, 7–5    |
| 1963 | U.S. Pro Championship   | Erba        | Rod Laver            | 6–4, 6–2, 6–2           |
| 1963 | French Pro Championship | Parquet (i) | Rod Laver            | 6–8, 6–4, 5–7, 6–3, 6–4 |
| 1963 | Wembley Championship    | Indoor      | Lew Hoad             | 6–4, 6–2, 4–6, 6–3      |
| 1964 | French Pro Championship | Parquet (i) | Rod Laver            | 6–3, 7–5, 3–6, 6–3      |
| 1965 | U.S. Pro Championship   | Erba        | Rod Laver            | 6–4, 6–3, 6–3           |
| 1965 | French Pro Championship | Parquet (i) | Rod Laver            | 6–3, 6–2, 6–4           |
| 1966 | French Pro Championship | Parquet (i) | Rod Laver            | 6–3, 6–2, 14–12         |

##### Perse (6)
| Anno | Torneo                  | Superficie | Avversario in finale | Punteggio                |
| 1958 | Tournament of Champions | Erba       | Pancho Gonzales      | 17–19, 7–5, 4–6          |
| 1964 | Wembley Championship    | Indoor     | Rod Laver            | 5–7, 6–4, 7–5, 6–8, 6–8  |
| 1966 | Wembley Championship    | Indoor     | Rod Laver            | 2–6, 2–6, 3–6            |
| 1966 | U.S. Pro Championship   | Erba       | Rod Laver            | 4–6, 6–4, 2–6, 10–8, 3–6 |
| 1967 | Wembley Championship    | Indoor     | Rod Laver            | 6–2, 1–6, 6–1, 6–8, 2–6  |
| 1967 | Wimbledon Pro           | Erba       | Rod Laver            | 2–6, 2–6, 10–12          |